# District de Trenčín
Le district de Trenčín est l'un des 79 districts de Slovaquie dans la Région de Trenčín.

## Démographie

### Évolution de la population
| Année:               | 1994.   | 2004.   | 2014.   | 2024.   |
| -------------------- | ------- | ------- | ------- | ------- |
| Nombre de personnes: | 113 057 | 112 515 | 113 863 | 113 208 |
| Différence:          |         | -0,47 % | +1,19 % | -0,57 % |

| Année:               | 2023.   | 2024.   |
| -------------------- | ------- | ------- |
| Nombre de personnes: | 113 225 | 113 208 |
| Différence:          |         | -0,01 % |

## Liste des communes
Source :

### Villes
- Trenčín
- Nemšová
- Trenčianske Teplice

### Villages
Adamovské Kochanovce | Bobot | Dolná Poruba | Dolná Súča | Drietoma | Dubodiel | Horná Súča | Horné Srnie | Horňany | Hrabovka | Chocholná-Velčice | Ivanovce | Kostolná-Záriečie | Krivosúd-Bodovka | Melčice-Lieskové | Mníchova Lehota | Motešice  | Neporadza | Omšenie | Opatovce | Petrova Lehota | Selec | Skalka nad Váhom | Soblahov | Svinná | Štvrtok | Trenčianska Teplá | Trenčianska Turná | Trenčianske Jastrabie | Trenčianske Mitice | Trenčianske Stankovce  | Veľká Hradná | Veľké Bierovce | Zamarovce